# Лозьва
Ло́зьва — река в России, протекает по территории Ивдельского и Гаринского городских округов Свердловской области, левая составляющая реки Тавды.
Длина реки составляет 637 км, площадь водосборного бассейна — 17 800 км².
Берёт начало на восточном склоне хребта Поясовый Камень, из озера Лунтхусаптур, которое расположено на склонах горы Отортен на Северном Урале. Высота истока — 885,1 м над уровнем моря. Течёт на юго-восток среди болот Западно-Сибирской равнины. Река имеет типично горный характер с перекатами, чередующимися с плёсами и ямами.
Питание смешанное, с преобладанием снегового. Среднегодовой расход воды — в 37 км от устья около 135,3 м³/с. Замерзает в октябре — начале ноября, вскрывается в конце апреля — начале мая.
Крупнейшие притоки: слева — Пыновка, Большая Евва, Понил; справа — Ивдель.
Судоходна на 328 км от устья, до устья реки Ивдель.
В реке водится сибирский хариус, таймень, налим, щука, елец, окунь, тугун.

## Гидрология
| Средний расход воды (м³/с) реки Лозьвы по месяцам с 1968 по 1981 гг. (замеры производились на гидрологическом посту в районе села Шабурово, в 37 км от устья) |

## Населённые пункты
По берегам Лозьвы расположены следующие населённые пункты (от истока к устью):
- посёлок Ушма,
- посёлок Вижай[6],
- посёлок Бурмантово[6],
- посёлок Хорпия[6],
- город Ивдель[7] (районы Гидролизный и Першино),
- посёлок Митяево[8],
- посёлок Понил[8],
- посёлок Новый Вагиль[9],
- посёлок Ликино[9],
- деревня Кондратьева[10],
- село Шабурово[11].

## Притоки
(указано расстояние от устья)
- 8,4 км: Синтурка
- 24 км: Шольчина
- 70 км: Дулкова
- 74 км: Ильюшка
- 107 км: Ликина
- 127 км: Тальма
- 152 км: Синдея
- 173 км: Арья
- 214 км: Понил
- 221 км: Ваткуль
- 225 км: Большая Евва
- 241 км: Шашоурья
- 246 км: Лача
- 273 км: Кашья
- 274 км: Лявдинка
- 281 км: Уньша
- 289 км: Северная Уньша
- 312 км: Орья
- 316 км: Пыновка
- 331 км: Никитинка
- 332 км: Ивдель
- 356 км: Еловка
- 359 км: Манья
- 381 км: Большая Тата
- 394 км: Большая Умпия
- 401 км: Тынья
- 430 км: Талица
- 439 км: Карпия
- 461 км: Большая Харпия
- 462 км: Малая Харпия
- 468 км: Сурпия
- 471 км: Люльва
- 496 км: Вижай
- 501 км: Северная Тошемка
- 508 км: Котлия
- 515 км: Большая Манья
- 515 км: Малая Манья
- 520 км: Витимъятия
- 522 км: Тосамъя
- 536 км: Ушма
- 552 км: Устья
- 564 км: Ауспия
- 588 км: Ахтыл
- 594 км: Харсос
- 607 км: Сульпа

## Данные водного реестра
По данным государственного водного реестра России, Лозьва относится к Иртышскому бассейновому округу, водохозяйственный участок — Тавда от истока до устья, без реки Сосьвы от истока до водомерного поста у деревни Морозково, речной подбассейн Тобола, речной бассейн Иртыша.

## Топографические карты
- Лист карты P-40-83,84 р. Ауспия. Масштаб: 1 : 100 000. Состояние местности на 1963 год. Издание 1981 г.
- Лист карты P-41-97,98 Шипичный. Масштаб: 1 : 100 000. Состояние местности на 1983 год. Издание 1987 г.
- Лист карты P-41-109,110 Полуночное. Масштаб: 1 : 100 000. Состояние местности на 1983 год. Издание 1987 г.
- Лист карты P-41-121,122 Екатерининка. Масштаб: 1 : 100 000. Состояние местности на 1983 год. Издание 1988 г.
- Лист карты P-41-133,134 Маслово. Масштаб: 1 : 100 000. Состояние местности на 1983 год. Издание 1987 г.
- Лист карты P-41-135,136 Понил. Масштаб: 1 : 100 000. Состояние местности на 1983 год. Издание 1988 г.
- Лист карты O-41-4 Ликино. Масштаб: 1 : 100 000. Издание 1981 г.
- Лист карты O-41-5 Зимний. Масштаб: 1 : 100 000. Издание 1976 г.
- Лист карты O-41-17 Гари. Масштаб: 1 : 100 000. Издание 1976 г.